# Bartoloměj z Roye
Bartoloměj z Roye (francouzsky Barthélemy de Roye, † 24. ledna 1237) patřil na francouzském královském dvoře mezi nejvýznamnější muže své doby, zastával funkci nejvyššího komořího a rádce krále.
Po boku krále Filipa stanul na bitevním bojišti u Bouvines a po smrti jeho syna Ludvíka VIII. se stal jedním ze tří vykonavatelů královy poslední vůle. V roce 1221 založil premonstrátský klášter Joyenval. Během let ustupoval do pozadí, ještě roku 1234 se zúčastnil se svatby Ludvíka IX. s Markétou Provensálskou. Zemřel roku 1237.